# فيزيولوجية القلب
فيزيولوجية القلب، أو علم وظائف الأعضاء القلبية، أو وظائف القلب هي دراسة الوظيفة الصحية والسليمة للقلب، تتضمن هذه الدراسة: جريان الدم، وبنية عضلة القلب، ونظام التوصيل الكهربائي في القلب، والدورة القلبية، والنتاج القلبي، وكيف تتفاعل وتعتمد هذه الوظائف مع بعضها.

## جريان الدم

جريان الدم في القلب خلال الصمامات

يعمل القلب كمضخة، وكمضخة مزدوجة في جهاز الدوران لتوفير دورة دموية مستمرة في جميع أنحاء الجسم. يشمل ذلك الدوران الجهازي والدوران الرئوي. تنقل كلا الدورتين الدم، ولكن تُصنّفان بحسب الغازات التي تحملها كل دورة منهما. يأخذ الدوران الرئوي الأكسجين من الرئتين ويوصل ثاني أكسيد الكربون إليها لتطلقه مع هواء الزفير. ينقل الدوران الجهازي الأكسجين إلى الجسم ويعيد الدم غير المؤكسج نسبيًا وثاني أكسيد الكربون إلى الدوران الرئوي.
يتدفق الدم عبر القلب في اتجاه واحد، من الأذينين إلى البطينين، ومن الشريان الرئوي إلى الدوران الدموي الرئوي، ومن الأبهر إلى الدوران الدموي الجهازي. يتفرع الشريان الرئوي (أو الجذع الرئوي) إلى الشريانين الرئويين الأيمن والأيسر اللذين يزودان الرئتين بالدم. تمنع الصمامات ثلاثية الشُرَف والتاجي والأبهري والرئوي الدم من التدفق للخلف (القلس).
تتمثل وظيفة القلب الأيمن في جمع الدم غير المؤكسج في الأذين الأيمن من الجسم عبر الوريد الأجوف العلوي والوريد الأجوف السفلي والجيب التاجي، ثم ضخّه عبر الصمام ثلاثي الشرف إلى البطين الأيمن، ثم ضخّه إلى الشريان الرئوي عبر الصمام الرئوي ليصل إلى الرئتين حيث يُستبدل ثاني أكسيد الكربون بالأكسجين في الرئتين. يحدث هذا من خلال عملية الانتشار السلبي. في القلب الأيسر يُعاد الدم المؤكسج إلى الأذين الأيسر عن طريق الوريد الرئوي. ثم يُضخ إلى البطين الأيسر من خلال الصمام ثنائي الشُرَف (التاجي) إلى الشريان الأورطي (الأبهر) إلى الدوران الجهازي. في النهاية يحدث التبادل من خلال الدوران الشعيري الجهازي  مع السوائل النسيجية وخلايا الجسم، وتحصل الخلايا على الأكسجين والمواد المغذية من أجل عملية الاستقلاب الخاصة بها وتُبادلها مع ثاني أكسيد الكربون والفضلات الأخرى الناتجة عن الخلية. في هذه الحالة، يخرج الأكسجين والمواد الغذائية من الشعيرات الدموية الجهازية إلى الخلية من أجل استخدامها في عملياتها الاستقلابية، وثاني أكسيد الكربون والفضلات الأخرى تدخل إلى الدم.
البطينان أقوى وأثخن من الأذينين، وجدار العضلات المحيط بالبطين الأيسر أسمك من الجدار المحيط بالبطين الأيمن بسبب القوة الأكبر اللازمة لضخ الدم عبر الدوران الدموي الجهازي. يعمل الشريان الأورطي على تسهيل الدورة الدموية في المقام الأول عبر السماح بالتدفق الوريدي المتواصل إلى القلب، ما يمنع عطالة التدفق الوريدي المتقطعة التي قد تحدث في كل انقباض بطيني.

## العضلة القلبية
تملك أنسجة عضلة القلب جهد فعل قلبي ذاتي (نظم ذاتي)، يعني ذلك امتلاك القلب قدرة فريدة على بدء جهد فعل قلبي بمعدل ثابت، ونقل النبض بسرعة من خلية إلى أخرى لتحفز تقلّص العضلة القلبية بالكامل. يستطيع جهاز الغدد الصم، والجهاز العصبي تعديل هذا النظام الذاتي.
ثمة نوعان من الخلايا القلبية، هي الخلايا العضلية القلبية ذات القدرة على الانقباض بسهولة، وخلايا منظم ضربات القلب الطبيعي (البيس ميكر) التابعة لنظام التوصيل الكهربائي في القلب. تشكل الخلايا العضلية القلبية الجزء الأكبر (99%) من الخلايا في الأذينين والبطينين. تستجيب هذه الخلايا المقلّصة لدفعات جهد الفعل عبر منظم ضربات القلب الطبيعي، وهي مسؤولة عن الانقباضات التي تضخ الدم إلى الجسم. تشكل خلايا منظم ضربات القلب فقط 1% من الخلايا، وهي التي تشكل نظام التوصيل في القلب. وتكون عمومًا أصغر بكثير من الخلايا العضلية القلبية وتملك عددًا قليلًا من اللييفات العضلية أو الخيوط العضلية، ما يعني أنها تملك قابلية محدودة للانقباض. وظيفتها مماثلة في كثير من النواحي لوظيفة الخلايا العصبية. حزمة ألياف هيس، وألياف بيركنجي هي خلايا عضلية قلبية متخصصة تعمل في جهاز التوصيل.

### بنية العضلة القلبية
الخلايا العضلية القلبية أقصر بكثير ولديها أقطار أصغر من الخلايا العضلية الهيكلية. تتميز عضلة القلب (مثل العضلات الهيكلية) بأنها نسيج عضلي مخطط، بخطوط من الأشرطة الداكنة والفاتحة الناتجة عن الترتيب المنظم للخيوط العضلية واللييفات العضلية في القسيمات العضلية (الساركومير) على طول الخلية. النبيبات تي (المستعرضة) هي انغلافات عميقة من غشاء الليف العضلي (غشاء الخلية) التي تخترق الخلية، ما يسمح للنبضات الكهربائية بالوصول إلى الداخل. توجد النبيبات تي في العضلة القلبية فقط في القسيمات العضلية. عندما يتسبب جهد الفعل في تقلص الخلايا، يُفرَز الكالسيوم من الشبكة الإندوبلازمية العضلية ومن نبيبات تي. يؤدي إفراز الكالسيوم إلى حدوث انزلاق لييفات الأكتين والميوسين على بعضها البعض، ما يؤدي إلى حدوث الانقباض. يوفر وجود عدد كبير من المتقدرات الطاقة اللازمة للتقلصات. عادةً ما يكون لخلايا عضلة القلب نواة مركزية واحدة، ولكن يمكن أن تحتوي أيضًا على نواتين أو أكثر.
تتفرع خلايا العضلات القلبية بحرية وتتصل بها مَوصلات تُعرف باسم الأقراص المُقحمة التي تساعد على تقلص العضلات بشكل متزامن. يلتصق غشاء الليف العضلي للخلايا المجاورة ببعضها في الأقراص المقحمة. تتألف من جسيمات رابطة، وبروتيوغليكانات ربط متخصصة، وموصلات محكمة، وأعداد كبيرة من موصلات فجوية تسمح بمرور الأيونات بين الخلايا وتساعد على تزامن الانقباض. يساعد النسيج الضام بين الخلايا أيضًا على ربط الخلايا بقوة معًا؛ كي تصمد أمام قوى الانقباض.
تخضع خلايا العضلة القلبية لأنماط التنفس الهوائي، إذ تستقلب في البداية الدهون والكربوهيدرات. يرتبط الأكسجين الموجود في الرئتين بالهيموغلوبين ويُخزن أيضًا في الميوغلوبين، يؤدي بذلك إلى توفير كمية كافية من الأكسجين. تُخزّن أيضًا الدهون والغليكوجين داخل الساركوبلازم، وتستهلكها المتقدرات للحصول على الأدينوسين ثلاثي الفوسفات (ATP). تتعرض الخلايا لارتجافات حزمية مع فترات جموح طويلة تليها فترات انبساط قصيرة عندما يملأ القلب بالدم من أجل الدورة التالية.

## أصوات القلب
إحدى أبسط الطرق لتقييم حالة القلب هي الاستماع إليه باستخدام السماعة الطبية. لا يوجد في القلب السليم سوى صوتين مسموعين، يطلق عليهما S1 وS2. صوت القلب الأول S1، هو الصوت الناتج عن إغلاق الصمامات الأذينية البطينية أثناء الانقباض البطيني، ويوصَف عادة بـ«لَب». صوت القلب الثاني S2، هو صوت الصمامات الهلالية التي تُغلق أثناء الانبساط البطيني ويوصف بأنه «ضَب». يتكون كل صوت من مكونين، سبب وجودهما هو الاختلاف الطفيف في وقت إغلاق الصمامين. قد ينقسم S2 إلى صوتين مختلفين، إما نتيجة للشهيق أو بسبب وجود اضطرابات صمامية أو قلبية مختلفة. قد تكون أصوات القلب الإضافية موجودة أيضًا ومرتفعة لدرجة تؤدي لوجود نظم الخبب. يشير سماع صوت القلب الثالث S3 عادة إلى زيادة في حجم الدم البطيني. يُشار إلى صوت القلب الرابع S4 على أنه الخبب الأذيني ومصدره هو صوت الدم الذي يرتطم بالبطين القاسي. يؤدي وجود كل من S3 وS4 سويًا إلى سماع خبب رباعي.
نفخات القلب هي أصوات غير طبيعية للقلب، وقد تكون هذه الأصوات مرضية أو حميدة، ويوجد أنواع عديدة لها. تُصنّف النفخات بحسب الصوت من 1 (الأخفض) حتى 6 الأعلى، وتُقيّم حسب علاقتها بأصوات القلب وموقعها من الدورة القلبية. يمكن لمخطط أصوات القلب تسجيل هذه الأصوات. يمكن أن تنجم النفخات عن ضيق (تضيق) أو قلس أو عدم كفاية أي من صمامات القلب الرئيسة، ولكنها يمكن أن تنتج أيضًا عن عدد من الاضطرابات الأخرى، بما في ذلك عيوب الحاجز الأذيني البطيني. إحدى الأمثلة على النفخات هي نفخة ستيل، التي تكون ذات صوت موسيقي عند الأطفال، ولا تترافق مع أعراض وتختفي في سن المراهقة.
قمة نوع آخر من الصوت، هو صوت الاحتكاك التاموري الذي يمكن سماعه في حالات التهاب التامور بسبب احتكاك طبقتي التامور مع بعضهما.